# Unió de Lligues Europees de Basquetbol
La ULEB (Unió Europea de Lligues de Basquetbol, en anglès Union of European Leagues of Basketball) és un organisme europeu de bàsquet amb seu a Brussel.les.
Fou fundada el 25 de juny de 1991 a Roma per les lligues de França (LNB), Itàlia (Lega) i Espanya (ACB). Entre els anys 2000 i 2009 va ser l'organitzadora de les dues principals competicions europees del bàsquet masculí de clubs (l'Eurolliga de bàsquet i la Copa ULEB, actualment anomenada Eurocup). La ULEB fou creada a causa de les divergències que els grans clubs de bàsquet tenien amb la FIBA, bàsicament per temes econòmics. La creació de l'Eurolliga de bàsquet, el juny de l'any 2000, independent de l'antiga Copa d'Europa, per part de la ULEB provocà l'escissió més gran en la història del bàsquet europeu. L'estiu de 2003, la ULEB va crear la segona competició, l'esmentada ULEB Cup.

## Membres
- 1991 (membre fundador): LEGA (Itàlia)
- 1991 (membre fundador): ACB (Espanya)
- 1991 (membre fundador): LNB (França)
- 1996: HEBA (Grècia)
- 1996: LCB (Portugal)
- 1999: BLB (Bèlgica)
- 1999: BBL (Anglaterra)
- 1999: LNBA (Suïssa)
- 2001: BBL (Alemanya)
- 2001: FEB (Països Baixos)
- 2001: PLK (Polònia)
- Febrer del 2002: Associació Adriàtica de Bàsquet (Sèrbia, Croàcia, Eslovènia, Montenegro i Bòsnia)
- Octubre del 2002: ÖBL (Àustria)
- Juny del 2003: LKL (Lituània)
- 2004: ALK (República Txeca)
- Juliol del 2005: BSL (Israel)
- Maig 2011: PBL (Rússia), que posteriorment cediria els drets a la VTB

## Presidents
- Gian Luigi Porelli, Itàlia (1991-1998)
- Eduard Portela, Catalunya (1998-2016)
- Tomas van den Spiegel, Bèlgica (2016-avui)